# Parafia św. Marcina w Wilkowicach
Parafia pw. św. Marcina w Wilkowicach – parafia rzymskokatolicka, znajdująca się w archidiecezji poznańskiej, w dekanacie święciechowskim. Erygowana prawdopodobnie w XIV wieku. 

## Terytorium
- Karolewko,
- Wilkowice.

## Miejsca kultu
- Kościół św. Marcina w Wilkowicach - kościół parafialny
- Kościół św. Edyty Stein w Wilkowicach - kościół pomocniczy